# Liga Nacional de fútbol femenino 1988-89
La Liga nacional de fútbol femenino 1988-89 fue la primera edición de la Primera División Femenina de España, integrada entonces por nueve participantes. Se disputó en 18 jornadas: entre el 4 de diciembre de 1988 y el 30 de abril de 1989.
La Peña Barcelonista Barcilona se proclamó campeona por primera y única vez en su historia.
En la jornada del 8 de febrero de 1989 se suspendieron dos partidos; en Barcelona el encuentro entre Barcilona – Sabadell fue suspendido por falta de árbitro y en Madrid el Olímpico Fortuna – Parque Alcobendas por falta de terreno de juego donde enfrentarse.

## Sistema de competición
El campeonato fue organizado por la Real Federación Española de Fútbol.
El torneo constaba de un grupo único integrado por nueve clubes de toda la geografía española. Siguiendo un sistema de liga, los nueve equipos se enfrentaron todos contra todos en dos ocasiones -una en campo propio y otra en campo contrario- sumando un total de 18 jornadas. El orden de los encuentros se decidió por sorteo antes de empezar la competición.
La clasificación final se estableció con arreglo a los puntos obtenidos en cada enfrentamiento, a razón de dos por partido ganado, uno por empatado y ninguno en caso de derrota.

## Clasificación final
| Pos | Equipo                                       | Pts. | PJ | PG | PE | PP | GF | GC | dif. |
| --- | -------------------------------------------- | ---- | -- | -- | -- | -- | -- | -- | ---- |
| 1   | Peña Barcelonista Barcilona Deco Parquet (C) | 24   | 16 | 10 | 4  | 2  | 41 | 12 | +29  |
| 2   | CFF Parque Alcobendas                        | 23   | 16 | 10 | 3  | 3  | 46 | 24 | +22  |
| 3   | RCD Español Inreplast                        | 20   | 16 | 7  | 6  | 3  | 39 | 26 | +13  |
| 4   | Club Femení Barcelona                        | 20   | 16 | 7  | 6  | 3  | 29 | 24 | +5   |
| 5   | CFF Vallés Occidental Aluvall                | 18   | 16 | 8  | 2  | 6  | 35 | 21 | +14  |
| 6   | Olímpico Fortuna                             | 18   | 16 | 8  | 2  | 6  | 35 | 29 | +6   |
| 7   | CE Sabadell FC                               | 11   | 16 | 4  | 3  | 9  | 26 | 49 | -23  |
| 8   | Puente Castro FC                             | 6    | 16 | 2  | 2  | 12 | 21 | 52 | -31  |
| 9   | CD Atlético Santa María del Camí             | 4    | 16 | 1  | 2  | 13 | 19 | 54 | -36  |

## Cuadro de resultados
|       | BARCI | ALC | ESP | BAR | VALL | OLI | SAB | CAS | STM |
| ----- | ----- | --- | --- | --- | ---- | --- | --- | --- | --- |
| BARCI | -     | 2-3 | 0-0 | 3-0 | 2-1  | 3-0 | 2-2 | 3-0 | 2-0 |
| ALC   | 0-4   | -   | 7-3 | 4-0 | 1-1  | 2-1 | 6-1 | 3-2 | 4-0 |
| ESP   | 1-1   | 3-3 | -   | 2-2 | 0-1  | 2-2 | 3-0 | 6-1 | 4-0 |
| BAR   | 0-0   | 1-0 | 1-1 | -   | 2-1  | 1-1 | 3-2 | 3-3 | 5-0 |
| VALL  | 1-3   | 0-3 | 2-1 | 0-1 | -    | 3-4 | 5-0 | 2-0 | 6-0 |
| OLI   | 1-0   | 0-3 | 2-3 | 2-1 | 0-1  | -   | 4-1 | 4-2 | 7-1 |
| SAB   | 2-6   | 3-2 | 2-3 | 1-1 | 0-5  | 4-2 | -   | 3-2 | 2-0 |
| CAS   | 0-5   | 2-4 | 1-4 | 2-5 | 1-1  | 0-2 | 3-1 | -   | 2-0 |
| STM   | 1-5   | 1-1 | 1-3 | 2-3 | 3-5  | 2-3 | 2-2 | 6-0 | -   |

## Plantilla de laPeña Barcelonista Barcilona
Porteras: Joana Perales y Elena Calviño.
Defensas: Mercé Calduch, Roser Oller, Nuria Sala, Silvia Roca, Esther Sánchez y Carme Nobrega.
Centrocampistas: Francina Pubill, Nuri Bonsoms, Vicenta Pubill, Dotors Oller y Judith Pascual.
Delanteras: Beatriz Campos, Susana Dura, Anna Lluch, Pili Campos y Ligia Barragán.
Entrenador: Jaume Pubill